# Kazan, Çukurca
Kazan là một xã thuộc huyện Çukurca, tỉnh Hakkâri, Thổ Nhĩ Kỳ.